# Murrumbateman
Murrumbateman est une localité australienne située dans la zone d'administration locale de la vallée du Yass en Nouvelle-Galles du Sud

## Géographie
Le centre de la localité est situé à 288 km au sud-ouest de Sydney et à 30 km au nord de Canberra sur la Barton Highway.

## Démographie
| 2006  | 2011  | 2016  | 2021  |
| ----- | ----- | ----- | ----- |
| 2 144 | 2 846 | 3 219 | 3 607 |